# Trilogia dos Carnavais: 25 Anos de Carreira ou de Lápide
Trilogia dos Carnavais: 25 Anos de Carreira ou de Lápide é um álbum ao vivo do cantor brasileiro Rogério Skylab. Foi lançado em 30 de agosto de 2016 pela gravadora independente Coqueiro Verde Records, e gravado durante uma apresentação no Estúdio 24P no Rio de Janeiro, na qual Skylab celebrou seus 25 anos de carreira musical e promoveu sua série de álbuns da Trilogia dos Carnavais: Abismo e Carnaval (2012), Melancolia e Carnaval (2014) e Desterro e Carnaval (2015). Um DVD contendo as filmagens da apresentação e faixas adicionais foi lançado simultaneamente. É o primeiro de dois lançamentos de Skylab a não estarem disponibilizados para download gratuito em seu site, sendo o segundo o EP de 2017 Skylab. "O que te Perturba" saiu como um single teaser no canal do YouTube de Skylab em 24 de abril de 2016.
Arrigo Barnabé, Fausto Fawcett e Tavinho Paes foram músicos convidados do álbum; todos já haviam anteriormente aparecido em Desterro e Carnaval. Paes, no entanto, aparece somente no DVD, recitando seu poema "Perdas e Ganhos".

## Faixas

### CD
Todas as faixas escritas e compostas por Rogério Skylab, com exceção de "A Árvore", por Skylab e Fausto Fawcett, e "Eu e Minha Ex", por Júpiter Maçã. 
| N.º | Título                                  | Duração |  |
| 1.  | "Abismo e Carnaval"                     | 4:27    |  |
| 2.  | "Baleia de Aquário"                     | 4:32    |  |
| 3.  | "Empadinha de Camarão"                  | 3:29    |  |
| 4.  | "Branco do Brasil"                      | 3:56    |  |
| 5.  | "Lívia" (part. Arrigo Barnabé)          | 3:37    |  |
| 6.  | "Hino Americano"                        | 3:15    |  |
| 7.  | "Aqui Todo Mundo É Preto"               | 4:31    |  |
| 8.  | "Quando Voltava das Festas"             | 3:46    |  |
| 9.  | "O que te Perturba"                     | 3:13    |  |
| 10. | "Atravesso os Dias"                     | 3:44    |  |
| 11. | "Tarde de Sol no Rio de Janeiro"        | 3:16    |  |
| 12. | "Um Acorde Imperfeito"                  | 3:11    |  |
| 13. | "A Árvore" (part. Fausto Fawcett)       | 5:54    |  |
| 14. | "Eu e Minha Ex" (cover de Júpiter Maçã) | 7:14    |  |

### DVD
Todas as faixas escritas e compostas por Rogério Skylab, com exceção de "Cogito", por Torquato Neto; "A Árvore", por Skylab e Fausto Fawcett; "Perdas e Ganhos", por Tavinho Paes; e "Eu e Minha Ex", por Júpiter Maçã.
1. "Abismo e Carnaval"
2. "Baleia de Aquário"
3. "Empadinha de Camarão"
4. "Branco do Brasil"
5. "Lívia" (part. Arrigo Barnabé)
6. "Hino Americano"
7. "Aqui Todo Mundo É Preto"
8. "Quando Voltava das Festas"
9. "O que te Perturba"
10. "Se Fosse Impossível a Canção"
11. "Atravesso os Dias"
12. "Tarde de Sol no Rio de Janeiro"
13. "Cogito"
14. "Sem Saída"
15. "Um Acorde Imperfeito"
16. "Sem Você"
17. "Só"
18. "Equivocidade"
19. "A Árvore" (part. Fausto Fawcett)
20. "Perdas e Ganhos" (part. Tavinho Paes)
21. "Eu e Minha Ex" (cover de Júpiter Maçã)
22. "Vamos Esquecer"

## Créditos
- Rogério Skylab – vocais, produção
- Thiago Martins – guitarra
- Alexandre Guichard – violão
- Yves Aworet – baixo
- Bruno Coelho – bateria
- Arrigo Barnabé – voz adicional em "Lívia"
- Fausto Fawcett – voz adicional em "A Árvore"
- Tavinho Paes – voz em "Perdas e Ganhos"
- Vânius Marques – mixagem, masterização
- Juliana Torres – fotografia, arte de capa
- Bernardo Mendonça – diretor, diretor de fotografia